# Superswede
Superswede är en svensk dokumentärfilm om den svenske racerföraren Ronnie Peterson i regi av Henrik Jansson-Schweizer. Förutom historiskt film- och bildmaterial innehåller dokumentären även intervjuer och medverkan av Ronnie Petersons dotter Nina Kennedy och racerförarna Niki Lauda, Emerson Fittipaldi, Jackie Stewart, Mario Andretti, Jody Scheckter och John Watson. Titeln på filmen är hämtad från Petersons smeknamn. Filmen hade svensk premiär 16 augusti 2017.